# Haukivesi
Haukivesi är en fjärd i Saimen i Finland. Den ligger i kommunerna Rantasalmi, Varkaus, Jorois, Nyslott och Leppävirta i landskapen Södra Savolax och Norra Savolax, i den sydöstra delen av landet, 280 km nordost om huvudstaden Helsingfors. Haukivesi ligger 75,8 meter över havet. Den är 55 meter djup. Arean är 560,43 kvadratkilometer och strandlinjen är 2 355,33 kilometer lång. Sjön  ingår i Vuoksens huvudavrinningsområde. 